# Manfred Richter (Theologe)

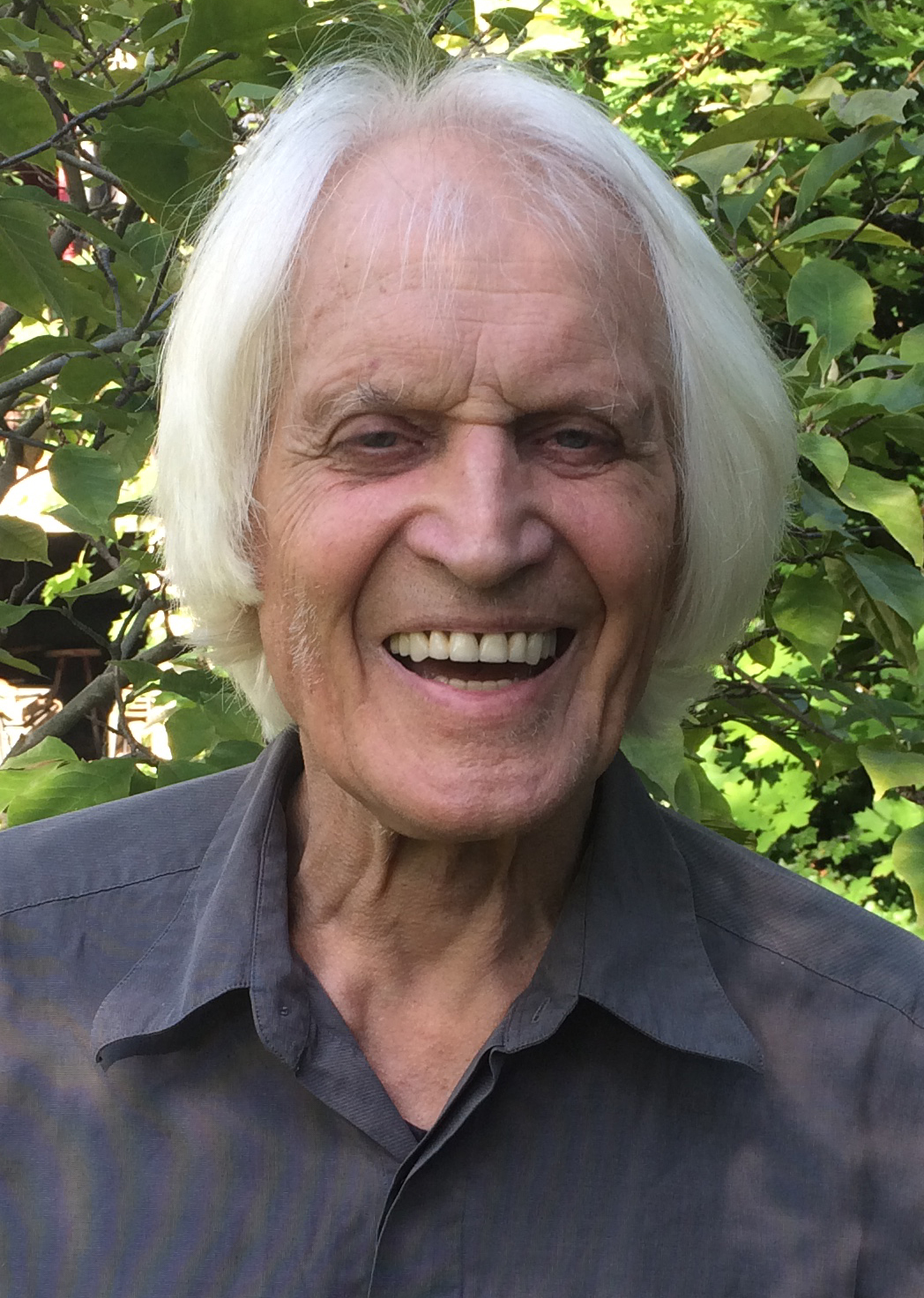
Manfred Richter, 2019

Manfred Richter (* 16. September 1935 in Stockheim) ist ein deutscher evangelischer Theologe, Erwachsenenpädagoge, Comeniusforscher, Ökumeniker und Autor.

## Leben und Wirken
Richter ist der Sohn des Gottfried Richter, wuchs in München auf und studierte an den Universitäten München, Heidelberg, Göttingen und Tübingen Philosophie, Theologie und Pädagogik (Dipl. Päd.). 1961 wurde er Assistent bei Ernst Käsemann, 1964 Studentenpfarrer in Tübingen. 1968 trat er seine erste Pfarrstelle an, in der Kirchengemeinde Neustetten-Remmingsheim bei Rottenburg am Neckar. Im Jahre 1974 übernahm er innerhalb der Evangelischen Kirche in Berlin-Brandenburg (heute: Evangelische Kirche Berlin-Brandenburg-schlesische Oberlausitz, EKBO) die Leitung des Hauses der Kirche (heute: Amt für kirchliche Dienste, AKD). 1976 wurde er Direktor des Evangelischen Bildungswerkes Berlin und bekleidete ab 1984 zugleich das Amt des Präsidenten der Evangelischen Erwachsenenbildung in Europa. Von 1993 bis 2005 leitete er den Kunstdienst der evangelischen Kirche am Berliner Dom. Richter forscht heute auf dem Gebiet des ökumenischen Denkens und der Bestrebungen des Comenius.
Richter ist mit der Theologin Heidi Richter verheiratet und hat fünf Kinder.

## Weitere Tätigkeiten
Im Jahre 2014 wurde Richter an der Universität Siedlce, Polen, zum Dr. der Philosophie promoviert. 1987 begründete er mit Freunden den Verein kontakte/kontakty mit der Sowjetunion (nach 1991 mit den Nachfolgestaaten der Sowjetunion, mit dem Schwerpunkt Unterstützung für ehem. sowjetischer Kriegsgefangene).
Richter war 1991 Mitbegründer der Gesellschaft für Gegenwartskunst und Kirche Artheon, 1992 Mitbegründer der Deutschen Comeniusgesellschaft und 1993 Mitbegründer des Fördervereins Johannes-Lepsius-Haus, Potsdam. Seit 2001 wirkt Richter in der ökumenischen Initiative Unità dei Cristiani sowie seit 2017 in der Internationalen ökumenischen Gemeinschaft (International Ecumenical Fellowship, IEF) und im Altenberger Ökumenischen Gesprächskreis mit.

## Positionen

### Ökologie und Frieden
In der Tätigkeit im Haus der Kirche und im Ev. Bildungswerk wurde von Anfang an die Problematik von Lebensstil, Antiatombewegung, Ökologie und Umweltschutz im Sinne der Forderungen des Club of Rome und des Programms des Weltrats der Kirchen (ÖRK) zu einem konziliaren Prozess für Frieden, Gerechtigkeit und Bewahrung der Schöpfung verhandelt und der grünen Bewegung in Berlin ihr erstes öffentliches Forum gewährt.

### Pädagogik, Comenius-Forschung und comenianische Praxis
Auf der nationalen wie auf der europäischen Ebene wurde von Richter die von dem Begründer der neueren Pädagogik, Jan Amos Komenský, gen. Comenius, erstmals als Teil des erforderlichen lebenslangen Lernens thematisierte Erwachsenenpädagogik – Einübung in die Beratung der öffentlichen Angelegenheiten durch „Alle“ – exemplarisch praktiziert, bezogen auf aktuelle kritische Fragen in den Bereichen Wissenschaft/Bildung, Politik/Gesellschaft und Kirche/Religion. 

### Gegenwartskunst und Kirche
Die für die religiöse Bildung wie für die Theologie selbst grundlegende Bedeutung der Ästhetik führte zu der Forderung der Reflexion und Praxis der Begegnung von Kirche und Kunst, die insbesondere im evangelischen Bereich traditionell vernachlässigt wurde. Mit dem Kunstdienst der evangelischen Kirche (gegründet in Dresden 1928, aufgehoben 2005) wurden in Begegnung mit Künstlern der Gegenwartskunst Ausstellungen und Symposien durchgeführt. Richter moderierte die Konferenz der Kunstbeauftragten und Kunstdienste.

### Ökumene
Die seit dem ökumenischen „Frühling“ durch das II. Vatikanische Konzil (1959–1962) eröffnete und theologische begründete Möglichkeit des Zusammenwirkens der Kirchen in einer zu versöhnenden Christenheit prägten Richters Tätigkeit in der Tübinger Studentengemeinde, in der dörflichen Gemeindearbeit in der württembergischen Landeskirche wie in der Berliner und europäischen Erwachsenenbildung sowie in der Tätigkeit des Kunstdiensts am Berliner Dom. Sie führten zu jahrzehntelangen engen Verbindungen zur Armenisch-Apostolischen Kirche (Verleihung des Orden des Hl. Nerses Schnorhali) und zur gesamten Lokalökumene in Berlin, zu mehreren ökumenischen Kunstprojekten sowie zu ökumene-politischen Initiativen.

## Gremienzugehörigkeiten
- Seit 1992 Vorstandsmitglied in der Gesellschaft für Gegenwartskunst und Kirche „artheon“ und in der Deutschen Comeniusgesellschaft,
- seit 2015 Mitwirkung in wissenschaftlichen Gremien in Polen (UHP Siedlce), Tschechien (Comenius-Stiftung Uherský Brod) und der Ukraine (Ivan Frankó Stiftung),
- seit 2017 Altenberger Ökumenischer Gesprächskreis.

## Werke

### Schauspiel
- Der Atlas und der Engel. Ein Dialog mit historischen Szenen. Aufgeführt zur Eröffnung des Kirchentages Potsdam auf dem Alten Markt vor der Nikolaikirche anlässlich der Tausendjahrfeier Potsdams, Potsdam, 1993, ISBN 3-89468-085-7

### Sachbücher
- Johann Amos Comenius und das Colloquium Charitativum von Thorn 1645. Ein Beitrag zum Ökumenismus, Siedlce, 2013; 2. Aufl. Münster, 2018, ISBN 978-83-63307-84-4
- Jan Amos Komenski w Polce. Krótki zarys życia i działalności, Sankt-Peterburg, 2015, ISBN 978-5-8015-0352-3
- Jan Amos Komeński. Zarys życia i działalności, Siedlce, 2016, ISSN 2081-3295
- OH SANCTA SIMPLICITAS ! Über Wahrheit, die aus der Geschichte kommt. Ein Essay zum Ökumenismus, Siedlce, 2017; 2. Aufl. Berlin – Münster, 2018, ISBN 978-83-64884-97-9
- Der unbekannte Comenius. Ein Bischof fordert – Ökumene radikal, Berlin, 2021, ISBN 978-3-643-14800-1
- Pfarrer. Ökumenisch. Erinnerungen eines Zeitgenossen samt unvorgreiflichen Anregungen, Berlin, 2021, ISBN 978-3-643-25019-3

### Als Herausgeber
- Manfred Richter, Lutz Mez: Die Plutoniumgesellschaft: Folgen Der Kernenergienutzung für das Leben in der Zukunft, Berlin, 1981, ISBN 978-3-597-10296-8
- Manfred Richter, Bethge Richter: Kirche in Preussen: Gestalten und Geschichte, Stuttgart, 1983, ISBN 978-3-17-007735-5
- Frank Burckner, Manfred Richter, Hartmut Walsdorff: „Luther ist tot!“ Das Buch zum Ereignis, Berlin, 1983, ISBN 978-3-88981-003-8
- Robert McAfee-Brown: Das Ja und das Nein: Was wir Gott schulden und was dem Staat. Eine Stimme des „anderen Amerika“. Hrsg. und ins Deutsche übertragen, Berlin, 1987, ISBN 978-3-88981-028-1
- Wilhelm Dittmann, Georg von Glowczewski, Frank Pauli, Manfred Richter, Reinhard Stawinski: Berlin: 750 Jahre Kirchen und Klöster, Hamburg, 1987, ISBN 978-3-616-06724-7
- Engel '89. Zeitgenössische Malerei-Grafik-Objekte aus der Bundesrepublik Deutschland und der Deutschen Demokratischen Republik, Berlin, 1989, ISBN 978-3-926175-67-0
- Manfred Richter, Elsbeth Zylla: Mit Pflugscharen gegen Schwerter, Bremen, 1990, ISBN 978-3-926958-73-0
- Das Lied vom letzten Juden. Jizchak Katzenelson in der Nachdichtung von Hermann Adler, Berlin, 1992, ISBN 978-3-894680-23-7
- Gottfried Kunzendorf, Manfred Richter: Bornstedt, Friedhof, Kirche: Märkischer Gedenkort preußischer Geschichte und des Widerstands, Berlin, 1993, 2. Aufl. 2001, ISBN 978-3-933471-23-9
- Hermann Adler, Manfred Richter: Gesänge aus der Stadt des Todes: Todeslagergedichte aus dem Wilnaer Ghetto 1941/42, Berlin, 1994, ISBN 978-3-89468-129-6
- Hravard Hakobian (Autor) Manfred Richter (Hrsg.): Armenisches Berg-Karabach – Arzach im Überlebenskampf. Christliche Kunst, Berlin, 1994, ISBN 978-3-89468-072-5
- Zentrum für Medien Kunst Kultur im Amt für Gemeindedienst der Ev.-Luth. Landeskirche Hannovers (Klaus Hoffmann), Kunstdienst der Evangelischen Kirche Berlin (Manfred Richter): Kirchenräume – Kunsträume: Hintergründe, Erfahrungsberichte, Praxisanleitungen für den Umgang mit zeitgenössischer Kunst in Kirchen. Ein Handbuch, Münster, 2002, ISBN 978-3-8258-5197-2
- Gabriela Nasfeter (Autor), Kunstdienst der Evang. Kirche, Manfred Richter (Hrsg.): Lichtpyramide: Ein Kunstkatalog als Dokument eines ökumenischen Abenteuers, Berlin, 2004, ISBN 978-3-933471-53-6
- Manfred Richter, Barbara Sitarska, Roman Mnich: Werner Korthaase als Comeniusforscher/Badacz Jana Amosa Komeńskiego [P./D.], Siedlce, 2009, ISBN 978-83-7051-540-9
- Rudolf Keck, Joachim Köhler, Johannes Köhler, Dieprand von Richthofen, Manfred Richter: Kulturgeschichte im Dialog – Freundesgabe für Josef Nolte, Hildesheim, 2010, ISBN 978-3-8067-8741-2
- Manfred Richter (Hrsg., gemeinsam mit Roman Mnich und Oleh Radchenko): Werner Korthaase, Dmitrij Tschizewskij als Wissenschaftler und Comeniusforscher, Opuscula Slavica Sedlcensia Tom IV. Siedlce, 2019, ISBN 978-83-64884-98-6